# Вернер XVIII фон дер Шуленбург
Вернер XVIII фон дер Шуленбург (на немски: Werner XVIII Graf fon der Schulenburg; * 1547; † 1608) е граф от „Черната линия“ на благородническия род фон дер Шуленбург.

## Произход и наследство
Той е третият син на граф Ханс VII фон дер Шуленбург († сл. 1555) и съпругата му Анна фон Пен. Потомък е на рицар Дитрих II фон дер Шуленбург († 1340), който е син на рицар Вернер II фон дер Шуленбург († сл. 1304). Брат е на Йоахим III фон дер Шуленбург († 1555/1568), Георг VIII фон дер Шуленбург († 1597/сл. 1598), Кристоф IV фон дер Шуленбург († сл. 1616) и Рикса фон дер Шуленбург († 1593), омъжена за граф Антон II фон дер Шуленбург (1535 – 1593) от „Бялата линия“.
През 14 век синовете на Вернер II фон дер Шуленбург разделят фамилията в Алтмарк на две линии, рицар Дитрих II (1304 – 1340) основава „Черната линия“, по-малкият му брат рицар Бернхард I († сл. 1340) основава „Бялата линия“. Днес родът е от 22. генерация.

## Фамилия
Вернер XVIII фон дер Шуленбург се жени за Армгард фон Алвенслебен († 1631). Те имат седем деца: 
- Ханс Лудолф фон дер Шуленбург
- Бусо фон дер Шуленбург
- Лудолф фон дер Шуленбург
- Ханс фон дер Шуленбург (* пр. 1602; † сл. 1610)
- Вернер фон дер Шуленбург
- Август фон дер Шуленбург
- София Елизабет фон дер Шуленбург († 28 септември 1646, Аурих), омъжена I. за фрайхер Еренфрид фон Бурххайм, II. 1576 г. за граф Фридрих фон Шварценберг (* 1582; † 27 ноември 1640), син на Георг Волфганг фон Шварценберг (1549 – 1633)[2]